# Uhřice (Hodonín)
Uhřice (in tedesco Auherschitz) è un comune della Repubblica Ceca facente parte del distretto di Hodonín, in Moravia Meridionale.